# فضل‌الله دهش
فضل‌الله دهش (متولد ۶ اردیبهشت ۱۲۴۰ – درگذشت ۲ اردیبهشت ۱۳۳۸) ملقب به عطاءالملک دهش در اصفهان چشم به جهان گشود. پدرش  محمدحسین شیرازی تاجر شیرازی بود. او در سال ۱۳۰۰ اقدام به تأسیس اولین کارخانهٔ نساجی اصفهان کرد، چهار سال بعد تجهیزات نخستین کارخانه برق استان اصفهان را به ایران وارد کرد. این تجهیزات به وسیله گاری و با طی مسافت طولانی به اصفهان آورده شد و برای نخستین بار ساختمان‌های عالی‌قاپو و چهل‌ستون را با چراغ‌های رنگی چراغانی کرد. گفته می‌شود برای عبور لوازم و تجهیزات نخستین کارخانه برق از مسیرهای تنگ و باریک به اصفهان، در آن زمان مجبور شدند جاده ایجاد کنند و حتی در برخی مواقع پل احداث کنند و با سختی زیاد آن‌ها را به استان اصفهان حمل کنند. این آغاز ورود صنعت برق به اصفهان بود. همچنین با پیگیری دهش، برای اولین بار قانون حق تقدم در تأسیس چراغ برق در استان اصفهان ایران را با نام خود از مجلس شورای ملی آن زمان گرفت.

## زندگی‌نامه
فضل‌الله دهش در خانواده   محمد حسین شیرازی از تجار سرشناس شیراز متولد شد. دوران جوانی عطاءالملک همزمان با اواخر دوره ناصرالدین شاه قاجار بوده‌ است.  محمد حسین که در امر تربیت و آموزش فرزندان خود سعی فراوانی داشت از سنین کودکی برای وی معلم خصوصی گرفت تا قرآن و دروس مقدماتی آن زمان را به او آموزش دهد. بنا بر علاقه پدر مبنی بر اینکه فرزندش در بهترین مدارس آن روز دنیا تحصیل کند، فضل‌الله را به همراه برادرش به هندوستان فرستاد تا در کالج بمبئی که آن زمان زیر نظر انگلیسی‌ها بود تحصیل کند. وی در این ایام، با دنیای پیشرفته و علوم جدید آشنا شد و به واسطه هوش بسیار در مدت پنج سال از کالج بمبئی در رشته صنایع فارغ‌التحصیل شد. فضل‌الله در این مدت با کارخانه‌جاتی که توسط انگلیسی‌ها در هند مستقر بود، آشنا شد.
وی در مدت اقامتش در هندوستان با کارخانه‌ هایی که توسط انگلیسی‌ها در هند مستقر شده بود آشنا شده و علاقه زیادی به صنعت پیدا می‌کند. پس از مسافرتی به انگلستان، کارخانه ها و صنایع نساجی آن کشور را مورد مطالعه و بازدید قرار می‌دهد و تصمیم به خرید یک کارخانه نساجی می‌گیرد. اما به دلیل اوضاع نامساعد ایران در جنگ جهانی اول این تصمیم وی عملی نمی‌شود و خرید و حمل ماشین آلات به تعویق می‌افتد. پس از پایان جنگ با خرید ماشین آلات نساجی از آلمان اقدام به تأسیس نساجی وطن نموده و اولین کارخانه نساجی مدرن را در آن زمان در اصفهان ایجاد می‌شود. بعدها به علت اوضاع اجتماعی خاص آن زمان مجبور می‌شود کارخانه وطن را به  کازرونی بفروشد. اما پس از این تجربه با مسافرت مجدد به آلمان در سال ۱۳۰۴ شمسی، اولین کارخانه برق را خریداری و در سال ۱۳۰۶ شمسی در دروازه دولت اصفهان، کوچه تلفن‌خانه نصب و راه‌اندازی نمود. یکی از شعرای خوش ذوق اصفهان به مناسبت این واقعه مهم تاریخی شعری در مدح  عطاءالملک و این اقدام خیر خواهانه او سرود که در عین حال ماده تاریخ افتتاح اولین مولد برق اصفهان در سال ۱۳۰۵ ش نیز هست. دو بیت اول آن چنین است: 
از خدا خواهیم توفیق و عطاء/ تا بیفزاید به توفیق عطاء
می‌رود ار همت والای تو/ بر فلک اهلاً و سهلاً مرحبا

## کارخانه نساجی
دهش پس از پایان تحصیلات، در حدود سال ۱۲۷۰ شمسی به ایران بازگشت. اما فکر ایجاد صنایع، یک لحظه او را آرام نمی‌گذاشت و این بار به مهد تمدن و صنعت آن زمان، یعنی انگلستان سفر کرد و کارخانجات و صنایع نساجی منچستر را دقیقاً مورد بازدید و مطالعه قرار داد و تصمیم به خرید یک کارخانه نساجی می‌گیرد اما به علت اوضاع نابسامان بعد از جنگ، این تصمیم عملی نمی‌شود و خرید و حمل و نقل ماشین آلات به تعویق می‌افتد اما وی دست از تلاش برنمی‌دارد. به پاس فعالیت‌ها و اعتبارش از شهرت بالایی در اصفهان برخوردار شده بود و لقب عطاالملک را گرفت. در همین زمان به کشاورزی رو می‌آورد و بسیاری از اراضی قهدریجان اصفهان را به زیر کشت می‌برد. عطاالملک بعد از فوت پدر، با فروش مایملک پدری، عازم اروپا می‌شود و کار تحقیق برای خرید ماشین آلات و کارخانجات نساجی را دوباره از سر می‌گیرد. پس حدود سال ۱۳۰۰ خورشیدی به آلمان مسافرتی کرده و با مهندس آلمانی شونمان کارخانه ریسندگی و بافندگی را تهیه و سپس از راه بین‌النهرین وارد ایران کرد. وی آن را در محل عمارت صفوی هفت دست که رو به ویرانی می‌رفت و البته مالکیت آن را داشت، نصب کرد. حدود یک سال بعد، در مرداد ۱۳۰۴ قسمت ریسندگی این کارخانه افتتاح یافت. بخش بافندگی کارخانه هنوز باقی مانده بود که به تدریج سوار شده و یک سال بعد دوباره خبر افتتاح کارخانه در روزنامه‌ها درج شد. دو سال بعد مالکیت کارخانه به‌طور کامل به دست محمدحسین کازرونی افتاد. در مهر ۱۳۱۰ کارخانه وطن در آگهی تبلیغی خود اعلام کرد: «بهترین پارچه‌های گواردین، پالتویی، فانتزی، اسپورتی و پتوهای کرکی اعلا را مطابق بهترین پارچه‌های اعلای اروپا» تهیه می‌کند. این کارخانه در آن زمان در شهرهای تهران، شیراز، مشهد و رشت مراکز فروشی برای محصولاتش باز کرده بود (اخگر، ش۶۵۰، ۴ مهر ۱۳۱۰). کارخانه وطن در سال ۱۳۵۲ به خارج از شهر اصفهان در شهرک صنعتی محمودآباد منتقل شده و هنوز هم پابرجا است.

## کارخانه برق
عطاءالملک که برای خرید و بررسی تجهیزات نساجی به اروپا سفر کرده بود، نخستین کارخانه برق را که شامل دو دستگاه لکوموبیل هیزم سوز ۹۹ کیلوواتی بود را در سال ۱۳۰۴ شمسی از آلمان خریداری و پس از انتقال به اصفهان، آن را در دروازه دولت کوچه تلفنخانه نصب و راه‌اندازی کرد و آرزویی را که سال‌ها قبل با دیدن چراغ برق در هندوستان در سر پرورانده بود را در اصفهان اجرا کرد و برای نخستین بار ساختمان عالی قاپو و چهل ستون را با چراغ‌های الوان چراغانی کرد. پس از آغاز بکار نخستین مولد برق در اصفهان و راه‌اندازی چند مولد دیگر در شهرهای بزرگی همچون تهران، مشهد، آذربایجان و شیراز در ۱۶ آذر سال ۱۳۰۳ شمسی قانون برق ایران تحت عنوان «لایحه چراغ‌های برق» به وسیله دولت مخبرالسلطنه هدایت و با همکاری عطاءالملک تقدیم مجلس شورای ملی شد و طی اسفند ماه همان سال در ۱۸ ماده به تصویب رسید.

### تهیه نقشه مهندسی شهر اصفهان توسط عطاالملک
به فاصله کوتاهی به دلیل استقبال و نیاز مردم اصفهان به برق در سال ۱۳۱۶ عطاالملک اقدام به خرید و نصب یک دستگاه دیزل ژنراتور دیگر به قدرت ۲۰۰ کیلوولت از کمپانی مان آلمان کرد و چون در آن زمان، شهر اصفهان فاقد نقشه مهندسی شهری بود، عطاالملک برای نخستین بار نقشه مهندسی شهر را تهیه کرد و برای سیم کشی هوایی، گروه ورزیده‌ای را آموزش داد.
در سال ۱۳۲۰ شمسی با توسعه شهر اصفهان و با استقبال مردم از نیروی برق و نیاز شهرداری برای روشنایی معابر،  عطاءالملک که در بین مردم به عنوان پیشگام صنعت نساجی و برق شناخته شده بود اقدام به خرید یک کارخانه ریسندگی نخ برای صنایع قالیبافی به همراه دو دستگاه دیزل ژنراتور به قدرت یک هزار کیلو وات کرد و آن را در نزدیکی پل خواجوی اصفهان به نام کارخانه ریسندگی و برق دهش با عنوان کارخانه نور نصب و راه‌اندازی کرد. اما شهرت عطاءالملک به عنوان یک کارشناس صنعتی از مرزهای اصفهان گذشت و در سطح کشور مطرح شد و هر کجا می‌خواستند کارخانه یا تأسیسات صنعتی نصب کنند از نظرات دهش، استفاده می‌کردند.

## تدوین اولین قانون برق و کار در ایران
تسلط  عطاءالملک به زبان‌های آلمانی و انگلیسی و مطالعات فنی و اجتماعی فراوان وی که در آن زمان کمتر کسی دارا بود موجب شد مرتب طرف مشورت رجال و دولتمردان آن روز کشور قرار گیرد و آن جمله تدوین نخستین قانون برق ایران بود که با نظر دهش تهیه شد و دیگر آنکه وقتی برای نخستین بار، مهندس نفیسی در صدد تهیه قانون کار ایران برآمد به آن  مراجعه و ایشان با مطالعه قوانین کار کشورهای پیشرفته آن روز، نخستین قانون کار مدون را تهیه و ارائه داد که بعدها با جرح و تعدیل در مجلس وقت، به تصویب رسید.

## قانون تصویب حق تقدم نسبت به امتیاز انحصاری
قانون تصویب حق تقدم نسبت به امتیاز انحصاری تأسیس چراغ برق اصفهان برای میرزا فضل الله خان دهش
مصوب ۱۳ بهمن ماه ۱۳۰۴ شمسی
ماده واحده - تا وقتی که آقای میرزا فضل‌الله خان دهش روشنایی شهر اصفهان و حومه را به وسیله چراغ برق با شرایطی که مشارالیه از حیث استعداد کارخانه و تاریخ تأسیس آن و مدت روشنایی و قیمت قوه الکتریک و شرایط فنی تأسیس کارخانه و سیم کشی و نصب پایه‌ها و فراهم کردن لوازم چراغ و غیره تقبل نموده تصدی نماید در موقع اعلان برای اعطای امتیاز انحصاری تأسیس چراغ برق در شهر اصفهان و حومه در صورت تساوی شرایط حق تقدیم با میرزا فضل‌الله خان مزبور خواهد بود.
تبصره ۱ - مدت حق تقدم آقای میرزا فضل‌الله خان دهش بیست سال خواهد بود.
تبصره ۲ - حق تقدم قابل انتقال به خارجه نخواهد بود - در صورت انتقال این حق باطل است.
این قانون که مشتمل بر یک ماده است در جلسه سیزدهم بهمن ماه یک هزار و سیصد و چهار شمسی به تصویب مجلس شورای ملی رسید.
رئیس مجلس شورای ملی - سید محمد تدین

## سال‌های پایانی
عطاالملک مردی فعال، جدی و مدبر، انسان دوست و عاشق خدمت به مردم بود و از سال ۱۳۲۰ شمسی شهرداری اصفهان در تولید و توزیع برق سهیم و فعال شد و  عطاالملک که نزدیک ۸۰ سال داشت به علت کهولت سن از فعالیت‌های صنعتی کناره گرفت و در خانه قدیمی و زیبای خود که مجموعه‌ای از هنر معماری اصفهان است به مطالعه و یادداشت خاطرات زندگی خود پرداخت. عطاالملک در طول زندگی خود توانست راهی را آغاز کند که هر چند پرفراز و نشیب و با پیروزی و شکست همراه بود اما هرگز رها نکرد و صادقانه در خدمت صنعت بود و در واقع خود را وقف صنعت کرد. آینده نگری و تفکر عطاالملک در مورد آینده، وی را به عنوان مرد صنعت و برق در آن دوره تاریخی معرفی کرد و افکارش در راستای ایجاد فضایی مناسب برای تولید محصولات داخلی و استفاده نیروهای تحصیلکرده و افکاری نو بود که توانست تحولی را در جامعه صنعتی ایران ایجاد کند و سرانجام دهش در سال ۱۳۳۸ بعد از ۹۸ سال تلاش خستگی ناپذیر به آسایش ابدی دست یافت و در گورستان تخت فولاد اصفهان به خاک سپرده شد.